# アリス動物病院診察絵日記
『アリス動物病院診察絵日記』（アリスどうぶつびょういんしんさつえにっき）は、星野めみによる日本の漫画である。

## 概要
アリス動物病院で起こる出来事を、山中家の人々や獣医である沖田総一の視点から描いたレディースコミックである。監修にクローバー病院・蜷川圭が担当している。
本作では宙出版『花より明治堂』の「イラスト・エッセイ 私のお気に入り」で公開した、もう一つの職業・薬剤師の経歴が単行本の著者のプロフィールに公開されている。
第1巻の帯表紙のキャッチフレーズは「腕良し！顔良し！アフターケアーもバッチリ！あなたの理想の動物病院がここにある！！」。第2巻の帯表紙のキャッチフレーズは「そこは、命輝く戦場！」。
単行本は2巻まで発行したが、2014年1月号をもって『ウーマン劇場』が15年をもって休刊となり、連載は終了した。『15の感動クライマックススペシャル』2015年6月号では「星野めみ特集」で、この作品の第1話、「夢物語さん」「マッチのお弁当箱」が再録された。
双葉社、JOURすてきな主婦たち2015年2月号から、『動物ER ワンコはワンコ』が連載開始、監修に上記の蜷川と田園調布動物病院の田向進一を迎えている。

## 各話あらすじ

### 無印（第1巻）
おまけのページ 星野の観察日記1
2011年12月に氷川きよしの公開録画2本行った話。神奈川県伊勢原市では『BSにほんの歌』。SPコーナーでの事務所の先輩・山川豊との共演を、早朝から並んでくれた友人のおかげで前列で観ることが出来た。
第1話（ウーマン劇場2011年2月号）
アリス動物病院の院長・山中雪彦の葬式後、後任として入ってきた沖田宗一と山中一家を巡るストーリー。沖田が娘・リサに馴染めず苦戦している。
動物病院取材日記1
口コミで大人気のクローバー動物病院の取材話。院長からの様々な貴重な話や手術の見学等ができ、病院に感謝をしている内容。
おまけのページ 星野の観察日記2
千葉県君津市の「きみまろフルコースごきげん笑劇団」の話。テレビとコーナーの順番が違っていることを語っている。氷川の演目が「君津の君次郎」をやったはなしもあった。有楽町国際フォーラムでの「クリスマス2011年きよしとこの夜」の12月14、15日の両日の夜限定の観覧リポート。MCよりも歌がメインになっている話。
第2話（ウーマン劇場2011年10月号）
翻訳家・岩田権三とそのペットであラブラトールレトリバーのマリアのストーリー。沖田と昇が往診と予防接種に来た時に沖田がマリアの異変に気づく。
おまけのページ 星野の観察日記3
2の続き。村田英雄の「人生峠」であるフレーズで手拍子があったり、某大賞を逃したり様々な事に耐えて歌って来た氷川へのエールの一体感があった。以前にも歌いすぎて声が出ず、夜のステージに復活した事が中野のファンクラブ限定のコンサートの話もあった。2012年1月20日の府中。2月25日の「新春演歌まつり」3月の大宮、市川ゆうぽーとに行く予定も記述されている。
第3話（ウーマン劇場2012年2月号）
アリスの持つ動物看護士「アニマル・ナース」に絡んだストーリー。更に前院長でもあった雪彦が考えていた構想もストーリーに織りなしている。このストーリー中沖田とアリスと仲を掻回す女性・真田イネ子が登場する。

### 第2巻
第4話（ウーマン劇場2012年6月号）
リサとケンカ相手のクラスメート佐藤俊と共に兎限定の学校の生き物係をやる事に。同時期に飼育小屋の動物虐待事件も起こり、心配した生き物係の2人が夜に飼育小屋に警備に行ったら、ネザーランドドワーフのウサイチが何者かに襲われて大怪我を負う事件が起こった。
（おまけのページ）
星野の「KIYOSHI HIKAWA」のイラスト。
第5話（ウーマン劇場2013年3月号）
第2話に登場した岩田が里親センターのボランティア保護員として再登場。推定3ヶ月のMIX犬「ポチ」を巡るストーリー。このストーリーではポチの里親になった若山家に依存するポチとそっくりなペリーが16歳のペリーが老衰で亡くなった事が切っ掛けで尚且つ日本で最も深刻化しているペットロスを取り入れている。
おまけのページ
2013年11月30日の氷川きよしの2013年全国ツアーファイナルに行っている。愛知の一宮市民会館では昼夜共に超満員だった事と今回のツアーコンと6月に行われた明治座での1ヶ月座長公演をあわせれば年間160回公演以上こなしている事に驚愕する。ドームのようなm大会場を少ない回数で人を一片に集めるより地方の中会場を全て超満員する方が難しい上にこういう人こそ人気のバロメーターであるという話を友人から知る。この事についてメディアが報じてくれない事に苦言を申していた。ツアー夜公演は完全にツアー終了なので氷川が全力を尽くして歌った上にラストはマイクを使わず「ありがとうございました！」と2階の後ろまで響くほどの美声であったと語っている。12月はTV出演が多いので氷川にていしてにエールと1年間の感謝の言葉で締めている。
第6話（ウーマン劇場2013年11月号）
夜間緊急病院にて、不備の多かったベティリナリー・テクニシャン（V・T）達に対して怒った真田だったが、これが原因でV・T達が職務を放棄した。様子を見にアリスとリサが来たが、立て続けに来る患者達の為にアリスがV・Tとして助太刀する事になる。しかし最後に来た患者が胃捻転を起こしたセントバーナードだった為に女性2人では対応が取れずピンチになる。このピンチ後、アリスが第4話から考えていたある一大決心をする。

## 登場人物

### アリス動物病院関係者
山中アリス
29歳。様々な動物と仲良くなりやすい優しい女性。料理は娘・リサが公言するほど下手であったが、第6話では真田の為に作ったお弁当をつまみ食いしたリサが「うまっ」と言うほど上達はしている。獣医療に関してはアメリカの留学時にアニマル・ナースの資格を習得している為に、レントゲン、点滴注射他の診察が可能である腕を持っているが、日本では民間の資格が無い為に、女性獣医・真田イネ子から叩かれている。普段は動物看護士は医者の指導が無ければ治療が出来ないので、日中は通常の看護士の仕事をしている。真田から叩かれた時は医師不在で緊急を有する為に止む無く行ってしまった。沖田に関しては亡くなった雪彦の事を思いつつもかなりの好意を持っている。家族に対してはリサが学校の兎を虐待の疑いをPTAからクレームが来た時、啖呵を切るほど娘を信じ、ポチがケガをした時にリサが野球のバットを持っていた若山たけるを犯人扱いした時、庇った後、たけるから好感を持たれてしまったり、真田がV・T達が居なくて患者が立て続けに来た時、看護師や母親のように対応している。第4話で獣医大学の勉強を始め、第6話のセントバーナードの手術後、沖田の手伝いをしたいが為に獣医になる決意をする。この作品及び作品中の「アリス動物病院」の名前の由来はこのキャラクターの名前である事が判明している。
山中リサ
9歳。アリスと雪彦の娘。彼女の書く絵日記がストーリーに織りなしている上に、この日記自体を学校の「家族のレポート」として発表しているので、後日、アリスから怒られている。沖田に関しては雪彦が来た後に中々馴染めず、呼び方が「オイ」→「コレ」→「沖田」と呼ぶほど。第4話では沖田がリサを動物虐待された兎を見て震えた後優しく接したり、動物虐待の疑いをかけられたリサを庇った時のみ「沖田センセー」「センセー」と呼んで沖田を困惑させていた。アリスと沖田が好感を持ち始めてから2人の中を許せず、雪彦の写真を持って家出をしているが沖田のペット・ロンおかげで2人の中を許す切っ掛けを作っている。突発的に周りの人を巻き込んで警備や探偵団を作ることもある。好みのタイプは面食いなので「祐一」が好みで、弟の俊をガックリさせている。真田と岩田とは喧嘩するほど仲が良い雰囲気であったりと、口は悪いが根は優しい性格。
山中昇
5歳。アリスと雪彦の息子。姉・リサとは対照的に沖田に懐く程気に入っている上に雪彦の死後沖田に父になってほしいと述べている程。母・アリス同様に動物に懐きやすい。様々と深刻化している若山家にポチを預ける事にリサと岩田が悩んでいたが、彼のみが「預けても大丈夫」と言って結果的に上手く行ってるほど感が良く、ポチの手術中に若山家以外にペリーの魂を見ている。
山中雪彦
アリス動物病院の院長でもあり、アリスの夫、リサと昇の父、沖田の先輩でもある。自分が死ぬ半年前に沖田に、自分の医療と家族、前々から構想していた夜間緊急病院について託している。死亡した病気はこれといって記載されていないが一時退院した時に自宅に病院に入院していた犬が雨の夜に逃げ出し、探して見つけた後、病気が悪化した。享年35。
沖田総一
27歳。先輩である雪彦から自分の医療と家族を託された後輩。苦手な動物は、気絶するほど、蛇が苦手。獣医としては大学を首席で卒業の経歴があり、腕は遅いが的確に診察できる。猫のステロイド剤の知識、犬を触っただけで異変に気づいたり、亀が鼻ちょうちんを出したのを見てすぐにレントゲンを使い、肺炎だと解るほど。アリスの持つアニマルナースの腕前に対しては、自分よりも上だと褒めるほど。反面、普段は涙脆く、診察後に泣く。アリスに対しては好感は持っているが、周りから公認されても「奥さん」と呼ぶ回数が多いが第2話の最後から漸く「アリスさん」と呼ぶほど奥手。第4話では虐待だと思われるで大怪我をした兎をリサを運ぼうとしたが身体が動けなくなり、お姫様だっこをしたり、夜の警備をしたおかげでリサと俊が動物虐待をしたかもしれないという疑いをPTAからのクレームが来た時、「後から様子を見た」と優しく接したり庇ったしている。第5話では若山家の様子を見ただけで、以前飼っていた犬による「ペットロス」だと見抜いている。第6話ではリサの携帯による（パシリに近い）救急隊をしている。更に第2巻全話において手術シーンが多く描かれている。
ロン
10歳。沖田のペットで豆柴。アレルギー持ちで体が弱い。リサからマジックで眉を書かれたり、沖田とアリスの仲にイラついて叩きまくった事もあるが、リサが家出をしたときに一番先に見つけて、これが切っ掛けとなって沖田とアリスの仲を許している。その後はリサが「マブダチ」と言ったり、学校にまでつれていくほど仲良くなっている。

### その他の登場人物
登場が2話以上のキャラクターを記述する事。
岩田権三
75歳の翻訳家。10歳のラブラドールレトリバー・マリアが腸の腺の癌になった事が切っ掛けでアリス動物病院と関わる事になる。性格は非常に頑固だが亡くなった妻・たみやマリアに対しては甘い。特に前者にいたっては回想で折れた事もあった。頑固だが風貌に反して部屋は洋風、この部屋は沖田の予想で「奥さんの趣味かな？」しか解っていない。マリアの死後、里親でマリアJr.とコロを飼い、この里親が切っ掛けとなり里親センターのボランティア保護員になっている。飼い主以外に懐かなかったマリアと仲がいい事などで昇を気に入っている。
真田イネ子
26歳の動物大学病院勤務医。雪彦の夜間緊急病院の一員としてアリス動物病院などに勤務。酒と食事（特にカレー）が好み。初回はたまたますれ違った沖田と真田がいちゃついて歩いていた事でアリスにやきもちを焼かれる。沖田の携帯電話を隠す悪戯もしたが、これがアリス動物病院での急患のピンチを招き、アリスのレントゲンによる診察と手術前の毛刈りから途中で沖田と一緒に来た真田の処置で難を逃れている。真田自身は最初は好みが年上だった為にからっかたつもりが、だんだん気に入り、夜間緊急病院の説得時に沖田に好感を持ってしまった。診察などは優秀な獣医師であるがアリスの持つ「アニマル・ナース」の資格については皆無。しかし時間が経つにつれ恋敵アリスのナースの実力を認めたり、3年前に亡くなった母親を思い出すほど気持ちの変化が起こる。夜間緊急病院でのV・T達の多発するミスの多さに厳しく、これが原因でV・T達が職務放棄する事態を起こしてしまったが、ある手術が必要な動物の手術前にV・T達が戻った後、手術後に初めて「ありがとう」と言うほど素直じゃない所もある。リサが突発的に結成した探偵団に無理矢理の割りにしっかりつきあっているほど、意地悪だが実は良い人タイプ。
佐藤俊
リサの同級生で喧嘩相手で女生徒に暴力をふる少年。先生の頼みでリサと一緒に生き物係をやる事になる。リサと一緒に飼育にをしたり、飼育小屋の警備の為にリサと一緒に居る事が増え、意気投合し後に惚れてしまった。しかし、飼育小屋の動物虐待事件で自ら犯人だと名乗るがその直後真の犯人が名乗りを上げる。この事件以降、女生徒への暴力も辞める。更に第5話ではリサが突発的に結成した探偵団に参加している。
祐一
佐藤俊の兄で私立中学を通う優等生。1年生。フルネームの記載は無い。進学校に入った事によるスランプにより、自分と重なるネザーランドドワーフのウサイチを逃そうと試みるが、ウサイチが急に暴れて噛みついた後に床に転落し大怪我を負ってしまった。この贖罪から以降「アリス動物病院」のヘルプとして診療所に手伝う事になる。この事件後に公立校への編入もしている。第5話ではリサが突発的に結成した探偵団に参加している。この後、高校2年である不良タイプの若山たけると意気投合している。
担任の先生
第3話に登場の担任は1コマだけのショートのパーマヘアー、顔に皺がある女性。笑いはオホホ口調で嫌味なセリフを言う人物だったが、第4話ではロングのパーマヘアー、眼鏡があり、若い女性。気の弱い行動が多く見受けられるが、飼育小屋の動物虐待事件では犯人が虐待ではない怪我を兎に負わせた事を警察に訴えることはせず沖田と相談しヘルプとしての参加を許可した人物である。リサが進級した、教師が産休したなどの表現が無い為に同一人物なのかは解っていない。

## 星野めみ関連作品による話題
- 夢ホテル - この作品のPart39「スノーマンにきいて」と今作品の第5話においてキャラクター違いで内容が全く同じの「バトンタッチ」のシーンが描かれている。